# L'État de Grace
Pour les articles homonymes, voir État de grâce (homonymie).
L'État de Grace est une mini-série française en six épisodes de 52 minutes créée par Jean-Luc Gaget et réalisée par Pascal Chaumeil diffusé entre le 27 septembre et le 11 octobre 2006.

## Synopsis
Grace Bellanger est la première femme élue présidente de la République française. À ce poste, elle doit faire face à l'appréhension d'un monde politique masculin et à l'espoir qu'elle a suscité chez ses électeurs.

## Critiques et erreurs historiques
Lors de l'épisode 6, il y a une crise diplomatique entre la France et le Vanuatu sur le sujet de l'île Huon, rattachée à la Nouvelle-Calédonie, possession française. En effet, un nouveau chef d'État ultra-nationaliste est élu et ses forces envahissent l'île. La France critique cette position car cette île appartient à la France depuis 1567 (alors qu'elle n'a été découverte qu'en 1792).
Alors que les autres responsables du G8 (épisode 5/6) sont des personnages fictifs, le chef d'État des États-Unis n'est autre qu'Hillary Rodham Clinton (jouée par Peggy Frankston), femme de l'ancien président Bill Clinton (1993-2001), ce qui permettait une relation spécifique entre les deux femmes. Au moment du tournage, elle était la favorite du Parti démocrate pour l'élection présidentielle américaine de 2008 qui mettait un terme aux deux mandats de George W. Bush. Or, ce fut Barack Obama, son adversaire lors des primaires démocrates, qui devint le président.

## Fiche technique
- Titre : L'État de Grace
- Réalisation : Pascal Chaumeil
- Scénario et dialogue : Jean-Luc Gaget
- Producteurs délégués : Denis Carot et Sophie Révil
- Consultant politique : Christophe Barbier
- Coordination de la production et post-production : Élisabeth Espagne
- Production : Sophie Révil
- Directeur de production : Frédric Lary
- Musique : Stéphane Moucha
- Photographie : Thierry Jault
- Montage : Jacqueline Mariani et Christophe Pinel
- Casting : Philippe Page
- Son : Philippe Donnefort
- Décors : Christophe Thiollier
- Costumes : Olivier Beriot et Camille Janbon
- Société de production : France 2 - Escazal Films - Jimmy - RTL-TVI - C.N.C.
- Société de distribution : France Télévisions Distribution
- Pays d'origine :  France
- Langue : français et anglais
- Formats : 1,85 : 1 | L.T.C. | 35 mm
- Son : Dolby Stereo
- Genre : Comédie dramatique
- Durée : 312 minutes
- Date de diffusion :  France 27 septembre au 11 octobre 2006

## Distribution
- Anne Consigny : Grace Bellanger, présidente de la République française
- Bernard Ballet : Benjamin
- Martine Chevallier : Lise
- André Marcon : Victor Tage, Premier ministre
- Zinedine Soualem : Jean-Jacques Chrétien, conseiller spécial de la présidente
- Frédéric Pierrot : Xavier Carpentier, compagnon de la présidente
- Yves Jacques : Bertrand Saint Amor, secrétaire général de l'Élysée
- Marie-Sohna Condé : Virginie Morelle, responsable des sondages et de la communication
- Grégory Fitoussi : le médecin de Grace
- Marc Ruchmann : inconnu
- Farida Ouchani : Amalia Belkassem, aide de camp de la présidente
- Annelise Hesme : Jeanne, conseillère de la présidente
- Dominique Thomas : Pablo Gonzales, garde du corps de Xavier Carpentier
- Éric Naggar : Hippolyte Gardon
- Hervé Falloux : Fabien Cortez
- Marie-Julie Baup : l'infirmière à couettes
- Max Crochet : le dresseur

## Annexe